# Elkford
Elkford è una città del Canada facente parte del distretto regionale di East Kootenay nella provincia della Columbia Britannica.

## Storia
La località nasce come città mineraria nel 1971 per i minatori che lavoravano nelle miniere di carbone, all'epoca in fase di avvio, nella Elk Valley, nelle Montagne rocciose ed era originariamente costituita da una serie di abitazioni temporanee, una scuola con una sola aula ed un solo negozio.
La città è cresciuta, ma rimane un piccolo centro in cui l'industria mineraria continua ad avere un ruolo prevalente a livello economico e sociale; sono peraltro previsti piani di espansione, anche nell'industria turistica.
A Elkford è ambientato il cartone animato chiamato Sorriso d'argento di Melissa Clark prodotto da Teletoon.